# S Crucis
Désignations
S Crucis est une étoile de la constellation de la Croix du Sud. C'est une variable céphéide classique dont la magnitude apparente varie entre 6,22 et 6,92 sur une période de 4,689 97 jours. C'est une supergéante jaune-blanc qui pulse entre les types spectraux F6Ib-II et G1Ib-II. Son rayon vaut 65,1 fois celui du Soleil.